# Bruno Cabrerizo
Bruno Cabrerizo (* 19. Juli 1979 in Rio de Janeiro) ist ein ehemaliger brasilianischer Fußballspieler, Moderator, Schauspieler und Model.

## Karriere als Fußballspieler
Cabrerizo begann seine Karriere 1997 bei CFZ do Rio. 2003 unterschrieb er einen Vertrag beim japanischen Zweitligisten Sagan Tosu, bestritt 13 Zweitligaspiele und schoss dabei ein Tor. 2004 kehrte er nach Brasilien zurück und unterschrieb einen Vertrag bei AD Cabofriense. 2005 wechselte er zum Zweitligisten SE Gama. Danach spielte er beim italienischen US Alessandria Calcio. Von 2009 bis 2011 war noch als Beachsoccer-spieler bei Milano Beach Soccer aktiv.